# Lúcio Cornélio Cipião (cônsul em 259 a.C.)
Lúcio Cornélio Cipião (em latim: Lucius Cornelius Scipio) foi um político da família dos Cipiões da gente Cornélia da República Romana, eleito cônsul em 259 a.C. com Caio Aquílio Floro. Era filho de Lúcio Cornélio Cipião Barbato, cônsul em 298 a.C., e irmão de Cneu Cornélio Cipião Asina, cônsul em 260 e 254 a.C.. Públio Cornélio Cipião, cônsul em 218 a.C., e Cneu Cornélio Cipião Calvo, cônsul em 222 a.C., eram seus filhos.

## Consulado (259 a.C.)

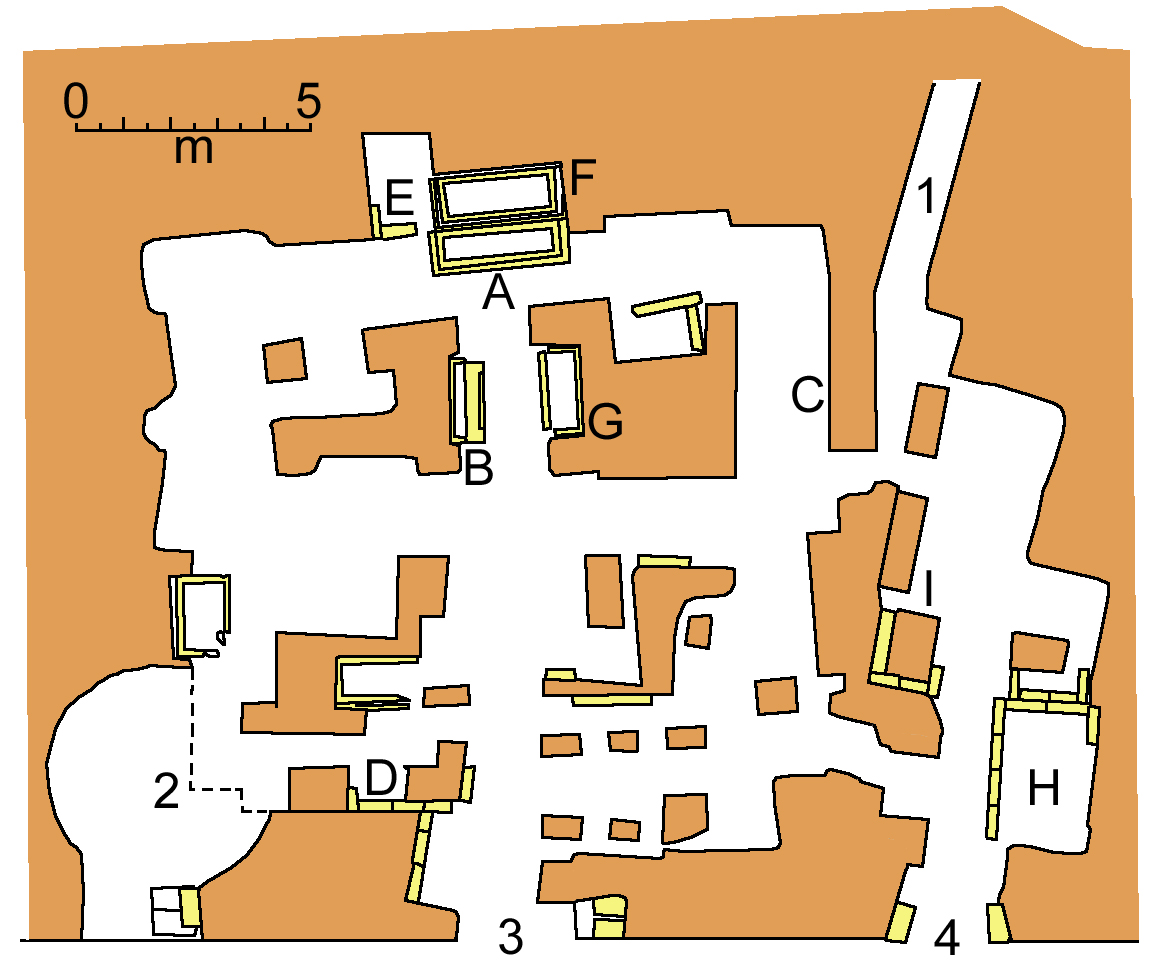
Planta do Sepulcro dos Cipiões. O túmulo de Lúcio Cipião é o anotado com a letra "B"

Foi eleito cônsul com Caio Aquílio Floro em 259 a.C., o sexto ano da Primeira Guerra Púnica. Liderou a frota romana na conquista da cidade de Aleria e da Córsega, mas fracassou em sua tentativa de ocupar em seguida Ólbia, na Sardenha. Os Fastos Triunfais registram que recebeu um triunfo, mas outras inscrições relativas à sua carreira, inclusive o "Scipionum elogia", não o menciona. Construiu o Templo de Tempestade perto do Túmulo dos Cipiões cumprindo um voto realizado durante a guerra.

## Censor (258 a.C.)
No ano seguinte, foi eleito censor com Caio Duílio. Logo depois, dedicou um tempo às "Tempestates" perto da Porta Capena.

## Scipionum elogia
Uma das fontes para sua vida é uma inscrição localizada no Sepulcro dos Cipiões (CIL VI, 01287), parte da coleção conhecida como "Scipionum elogia":
| Latim antigo: HONC·OINO·PLURIME CONSENTIONT·R[OMANE] 'DUONORO·OPTUMO FUISE·VIRO LUCIOM·SCIPIONE. FILIOS·BARBATI CONSOL·CENSOR·AIDILIS HIC·FUET·A[PUD VOS] HEC·CEPIT·CORSICA ALERIAQUE·URBE DEDET·TEMPESTATEBUS AIDE·MERETO [D.] | Português: Em Roma, muitos reconhecem que ele apenas foi o melhor entre seus cidadãos Lúcio Cipião. Filho de Barbato Foi cônsul, censor e edil por vocês Tomou Córsega e a cidade de Aleria Dedicou um templo às Tempestates |